# Vladimir Sergejevič Iljušin
Vladimir Sergejevič Iljušin (rusky Владимир Сергеевич Ильюшин; 31. března 1927 – 1. března 2010) byl sovětský zkušební pilot konstrukční kanceláře Suchoj, začátkem 60. let 20. století ustanovil několik světových leteckých výškových rekordů.

## Život
Vladimir Iljušin byl synem leteckého konstruktéra Sergeje Iljušina, žili v Moskvě. Roku 1941 v hlídce protivzdušné obrany hasil německé zápalné pumy, za což získal své první vyznamenání – medaili „Za obranu Moskvy“.
Od roku 1944 sloužil v armádě, roku 1949 absolvoval Balašovskou vojenskou leteckou školu, po dvou letech Žukovského vojenskou leteckou inženýrskou akademii, roku 1951 školu zkušebních pilotů ministerstva leteckého průmyslu. Poté pracoval v Letecko-výzkumném institutu M. M. Gromova jako zkušební pilot. Od roku 1957 byl zkušebním pilotem Suchojovy konstrukční kanceláře. Vypracoval se ze zkušebního pilota na šéfpilota firmy, roku 1972 se stal zástupcem hlavního konstruktéra, od roku 2000 byl poradcem vedení společnosti.
Ovládl řízení 145 typů a verzí letadel a vrtulníků. Prováděl první lety na Su-9, Su-11, T-5, Su-15, Su-17, Su-24, T-4, Su-25 a Su-27. V letech 1959–1962 ustanovil několik leteckých rekordů, mimo jiné rekord v dosažené výšce – 23 852 m a rekord výšky horizontálního letu – 21 170 m v letadle Su-9.
Za vynikající výkony obdržel řadu státních vyznamenání, obdržel titul hrdina Sovětského svazu a Leninův řád (1960), Řád rudé hvězdy (1964), Řád rudého praporu (1966), Řád rudého praporu práce (1971), ruský Řád Za zásluhy o vlast (1999).

## Zajímavosti
V zemích západní Evropy a USA koluje legenda o Iljušinově kosmickém letu ještě před letem prvního kosmonauta Jurije Gagarina. Poprvé s ní přišel moskevský korespondent Daily Workeru dva dny před Gagarinovým letem. V roce 2013 byl posmrtně jmenován do Světové ragbyové síně slávy. Byl oceněn za rozvoj a podporu ragby v Sovětském svazu a posléze v Rusku.